# Currie Cup Premier Division 2018
La Currie Cup Premier Division de 2018 fue la octogésima edición del principal torneo de rugby provincial de Sudáfrica.
El campeón fue el equipo de Natal Sharks quienes obtuvieron su octavo campeonato.

## Sistema de disputa
El torneo se disputó en formato liga donde cada equipo se enfrentó a los equipos restantes, luego los mejores cuatro clasificados disputaron semifinales y final.
Mientras que el séptimo clasificado disputará un partido de promoción frente al campeón de la First Division.

## Clasificación
| Pos. | Equipo              | Encuentros | Encuentros | Encuentros | Encuentros | Tantos | Tantos | Tantos | PB | PB | Puntos |
| Pos. | Equipo              | PJ         | PG         | PE         | PP         | F      | C      | Dif    | BO | BD | Puntos |
| ---- | ------------------- | ---------- | ---------- | ---------- | ---------- | ------ | ------ | ------ | -- | -- | ------ |
| 1.º  | Western Province    | 6          | 6          | 0          | 0          | 276    | 113    | +163   | 6  | 0  | 30     |
| 2.º  | Natal Sharks        | 6          | 5          | 0          | 1          | 193    | 133    | +60    | 6  | 0  | 26     |
| 3.º  | Golden Lions        | 6          | 4          | 0          | 2          | 239    | 213    | +26    | 5  | 0  | 21     |
| 4.º  | Blue Bulls          | 6          | 3          | 0          | 3          | 170    | 179    | -9     | 4  | 1  | 17     |
| 5.º  | Pumas               | 6          | 2          | 0          | 4          | 174    | 190    | -16    | 4  | 0  | 12     |
| 6.º  | Griquas             | 6          | 1          | 0          | 5          | 175    | 252    | -77    | 3  | 1  | 8      |
| 7.º  | Free State Cheetahs | 6          | 0          | 0          | 6          | 93     | 240    | -147   | 1  | 1  | 2      |

|  | Semifinalistas. |
|  | Promoción.      |

### Semifinales
| 20 de octubre | Natal Sharks | 33 - 24 | Golden Lions | Kings Park Stadium, Durban |  |

| 20 de octubre | Western Province | 35 - 32 | Blue Bulls | Newlands Stadium, Ciudad del Cabo |  |

### Final
| 27 de octubre | Western Province | 12 - 17 | Natal Sharks | Newlands Stadium, Ciudad del Cabo |  |

| Bandera de Sudáfrica |
| Campeón Natal Sharks |
| Octavo título        |

## Promoción
| 30 de octubre | Free State Cheetahs | 36 - 5 | SWD Eagles | Free State Stadium, Bloemfontein |  |

- Los Cheetahs mantienen la categoría para la próxima temporada.